# Just Go
Just Go – dziewiąty album Lionela Richiego, który wydany został 13 marca 2009 roku.

## Lista utworów
| #  | Tytuł                  | Gościnnie           | Producent           | Czas |
| -- | ---------------------- | ------------------- | ------------------- | ---- |
| 1  | „Forever”              | Alex Paterson       | Stargate            | 3:19 |
| 2  | „Just Go”              | Akon                | Clayton Haraba      | 4:11 |
| 3  | „Nothing Left to Give” | Akon                | Clayton Haraba      | 3:32 |
| 4  | „Forever and a Day”    |                     | Tricky Stewart      | 4:04 |
| 5  | „I'm Not Okay”         |                     | Tricky Stewart      | 3:28 |
| 6  | „Good Morning”         |                     | Tricky Stewart      | 4:06 |
| 7  | „Through My Eyes”      |                     | Stargate            | 4:06 |
| 8  | „I'm in Love”          |                     | Stargate            | 4:05 |
| 9  | „Think of You”         |                     | Stargate & Martin K | 4:12 |
| 10 | „Into You Deep”        |                     | Tricky Stewart      | 5:19 |
| 11 | „Pastime”              |                     | Stargate            | 3:52 |
| 12 | „Face In The Crowd”    | Trijntje Oosterhuis | Clayton Haraba      | 4:21 |
| 13 | „Somewhere in London”  |                     | Tricky Stewart      | 5:05 |
| 14 | „Eternity”             |                     | Lionel Richie       | 4:37 |